# E-girls
E-girls는 LDH에 소속된 여성 그룹 Happiness, Flower를 중심으로 결성된 걸즈 엔터테인먼트 프로젝트이다. 크리에이티브 매니저:다카모토 아야
캐치프레이즈는, 〈EXILE의 D.N.A를 이어 받는 걸즈 엔터테인먼트 프로젝트〉 등.

## 내력
2011년
- 4월부터, 이벤트 〈E-Girls SHOW〉를 개최.
- 12월 28일, 싱글 〈Celebration!〉으로 데뷔.

2012년
- 12월, LDH 프로젝트 개시와 함께, 〈E-Girls〉에서 〈E-girls〉로 표기가 변경되었다.

2013년
- 4월 17일, 1st 앨범 《Lesson 1》을 발매.
- 11월 25일, 《제64회 NHK 홍백가합전》에 첫 출장하는 것이 결정된다[1][2].
- 12월 31일, 《제64회 NHK 홍백가합전》에 첫 출장한다.

2014년
- 1월, HIRO (EXILE)에 의해 E-girls의 리더로 Aya (Dream)가 임명된다.
- 3월 19일, 2nd 앨범 《COLORFUL POP》을 발매.
- 7월, 첫 단독 투어 《COLORFUL LAND》를 개최.
- 11월 26일, 《제65회 NHK 홍백가합전》에 출장하는 것이 결정된다[3].

2015년
- 1월 1일, 3rd 앨범 《E.G. TIME》을 발매.
- 1월 27일, 26명에서 20명으로 인원을 축소하고 새로운 체제로 이행. 새롭게 하부 조직이 되는 그룹, Rabbits, Bunnies가 만들어졌다.
- 2월 ~ 3월, 아레나 투어 《E-girls LIVE TOUR 2015 COLORFUL WORLD》를 개최.

2016년
- 2월 10일, 첫 베스트 앨범 《E.G. SMILE -E-girls BEST-》를 발매.
- 3월 ~ 8월, 아레나 투어 《E-girls LIVE TOUR 2016 ~E.G. SMILE~》을 개최.

2019년
- 12월 22일, 2020년말을 기해 그룹은 해산하는 것을 발표[4][5][6].

## 구성원
Happiness
- MIYUU (1996년 8월 16일 ~ )-Happiness리더
- SAYAKA (1995년 9월 20일 ~ )
- 카에데 (1996년 1월 11일 ~ )
- 후지이 카렌 (1996년 7월 16일 ~ )-E-girls서브리더
- YURINO (1996년 2월 6일 ~ )-스단나유즈유리멤버
- 스다 안나 (1997년 10월 12일 ~ )-E-girls서브리더, 스단나유즈유리멤버
- 카와모토 루리 (1996년 4월 12일 ~ )

Flower
- 시게토메 마나미 (1994년 12월 11일 ~ )-Flower리더
- 나카지마 미오 (1993년 11월 23일 ~ )
- 와시오 레이나 (1994년 1월 20일 ~ )
- 반도 노조미 (1997년 9월 4일 ~ )
- 사토 하루미 (1995년 6월 8일 ~ )-E-girls리더

스단나유즈유리
- YURINO (1996년 2월 6일 ~ )-Happiness멤버
- 스다 안나 (1997년 10월 12일 ~ )-서브리더,  Happiness멤버
- 타케베 유즈나 (1998년 6월 17일 ~ )-그외멤버

그 외
- 이시이 안나 (1998년 7월 11일 ~ )
- 야마구치 노노카 (1998년 3월 8일 ~ )
- 타케베 유즈나 (1998년 6월 17일 ~ )-스단나유즈유리멤버

## 음반 목록

### 싱글
|    | 발매일           | 타이틀                                           | 최고 순위 |
| -- | ---------------- | ------------------------------------------------ | --------- |
| 1  | 2011년 12월 28일 | Celebration!                                     | 7위       |
| 2  | 2012년 4월 18일  | One Two Three                                    | 12위      |
| 3  | 2012년 10월 3일  | Follow Me                                        | 2위       |
| 4  | 2013년 2월 20일  | THE NEVER ENDING STORY                           | 2위       |
| 5  | 2013년 3월 13일  | CANDY SMILE                                      | 6위       |
| 6  | 2013년 10월 2일  | ごめんなさいのKissing You 미안해요의 Kissing You | 2위       |
| 7  | 2013년 11월 20일 | クルクル 뱅글뱅글                                | 2위       |
| 8  | 2014년 2월 26일  | Diamond Only                                     | 2위       |
| 9  | 2014년 7월 9일   | E.G. Anthem -WE ARE VENUS-                       | 2위       |
| 10 | 2014년 8월 13일  | おどるポンポコリン 춤추는 퐁포코링               | 5위       |
| 11 | 2014년 9월 10일  | Highschool ♡ love                                | 2위       |
| 12 | 2014년 11월 26일 | Mr.Snowman                                       | 2위       |
| 13 | 2015년 5월 20일  | Anniversary!!                                    | 3위       |
| 14 | 2015년 9월 30일  | Dance Dance Dance                                | 4위       |
| 15 | 2015년 12월 23일 | Merry × Merry Xmas★                              | 4위       |
| 16 | 2016년 7월 20일  | E.G. summer RIDER                                | 2위       |
| 17 | 2016년 8월 10일  | Pink Champagne                                   | 2위       |
| 18 | 2016년 11월 30일 | Go! Go! Let's Go!                                |           |
| 19 | 2017년 7월 26일  | Love☆Queen                                       |           |
| 20 | 2017년 12월 6일  | 北風と太陽                                       |           |

### 앨범

#### 오리지널 앨범
|   | 발매일          | 타이틀       | 최고 순위 |
| - | --------------- | ------------ | --------- |
| 1 | 2013년 4월 17일 | Lesson 1     | 1위       |
| 2 | 2014년 3월 19일 | COLORFUL POP | 1위       |
| 3 | 2015년 1월 1일  | E.G. TIME    | 1위       |
| 4 | 2017년 1월 18일 | E.G. CRAZY   | 1위       |

#### 베스트 앨범
|   | 발매일          | 타이틀                    | 최고 순위 |
| - | --------------- | ------------------------- | --------- |
| 1 | 2016년 2월 10일 | E.G. SMILE -E-girls BEST- | 2위       |

## 수상
- MTV Video Music Awards Japan 2014 최우수 안무상 (〈미안해요의 Kissing You〉)